# Antonino Roman
Antonino "Tony" P. Roman jr. (Orani, 31 mei 1939 – Makati, 8 januari 2014) was een Filipijns politicus.

## Biografie
Antonino Roman werd geboren op 31 mei 1939 in Orani in de Filipijnse provincie Bataan. Na het voltooien van zijn middelbareschoolopleiding aan het Colegio de San Juan de Letran studeerde hij rechten. In 1960 behaalde Roman het bachelor-diploma rechten aan de Ateneo de Manila University. Vier jaar later voltooide hij een master-opleiding bedrijfskunde aan de New York University in de Verenigde Staten.
Roman begon zijn politiek carrière als afgevaardigde in Batasang Pambansa. Van 1978 tot 1986 was hij afgevaardigde namens de provincie Bataan in dit eenkamerig parlement ten tijde van het bewind van president Ferdinand Marcos. Daarnaast van Roman van 1981 tot 1986 onderminister van financiën. Bij de verkiezingen van 1998 werd Roman namens het 1e kiesdistrict van Bataan gekozen in het Filipijns Huis van Afgevaardigden. In 2001 en 2004 werd hij herkozen. In 2007 werd hij opgevolgd door zijn vrouw Herminia Batista. In het Huis van Afgevaardigden was Roman onder meer voorzitter van de commissie voor veteranenzaken.
In 2010 werd Roman door president Benigno Aquino III benoemd tot hoofd van het Presidential Legislative Liaison Office (PLLO). In 2012 werd hij in deze functie opgevolgd door Manuel Mamba.
Roman overleed in 2014 op 74-jarige leeftijd in het Makati Medical Center aan de gevolgen van meervoudige orgaanuitval. Hij was getrouwd met Herminia Batista en kreeg met haar vier kinderen.